# Famous Idaho Potato Bowl 2015
Match précédent Match suivant
Le Famous Idaho Potato Bowl 2015 est un match de football américain de niveau universitaire joué après la saison régulière de 2015, le 21 décembre 2015 à l'Albertsons Stadium de Boise dans l'Idaho.
Il s'agissait de la 19e édition du Famous Idaho Potato Bowl.
Le match met en présence l'équipe des Zips d'Akron issue de la Mid-American Conference et de l'équipe des Aggies d'Utah State issue de la  Mountain West Conference.
Il débute à 13:30 heure locale et est retransmis en télévision sur ESPN.
Sponsorisé par la société Idaho Potato Commission, le match est officiellement dénommé le Famous Idaho Potato Bowl 2015.
Akron gagne le match sur le score de 23 à 21.

## Présentation du match
| Équipes | Conférences | Entraîneurs  | Stats. saison rég. |
| --- | ----------- | ------------ | ------------------ |
| Akron | MAC         | Terry Bowden | 7-5                |
| Utah State | MWC         | Matt Wells   | 6-6                |
| Arbitre : Charles Lewis (Sun Belt Conference) Équipe donnée favorite par les bookmakers : Utah State à 6 contre 1 |             |              |                    |

Il s'agit de la toute 1re rencontre entre les deux équipes.

### Zips d'Akron
Avec un bilan global en saison régulière de 7 victoires et 5 défaites, Akron est éligible et accepte l'invitation pour participer au Famous Idaho Potato Bowl de 2015.
Ils terminent 3e de la East Division de la Mid-American Conference derrière Bowling Green et Ohio, avec un bilan en division de 5 victoires et 3 défaites.
À l'issue de la saison 2015 (bowl compris), ils n'apparaissent pas dans les classements CFP , AP et Coaches.
Il s'agit de la 2e participation à un bowl de toute l'histoire de l'université après la défaite au Motor City Bowl 2005 sur le score de 31 à 38 contre Memphis.

### Aggies d'Utah State
Avec un bilan global en saison régulière de 6 victoires et 6 défaites, Utah State est éligible et accepte l'invitation pour participer au Famous Idaho Potato Bowl de 2015.
Ils terminent 3e de la Mountain Division de la Mountain West Conference derrière Air Force et New Mexico, avec un bilan en division de 5 victoires et 3 défaites.
À l'issue de la saison 2015 (bowl compris), ils n'apparaissent pas dans les classements CFP , AP et Coaches.
Il s'agira de la 4e apparition au Famous Idaho Potato Bowl après une première défaite lors du Humanitarian Bowl de 1997 (nom initial donné au bowl) contre Cincinnati 35 à 19, une seconde défaite lors du bowl de 2011 contre Ohio 24 à 23 et une victoire contre Toledo 41 à 15 lors du bowl de 2012.

## Résumé du match
Début du match à 13:30 heure locale, fin à 17:00 heure pour une durée de jeu de 03:30 heures
Nuageux, températures de 3 °C vent d'ONO de 10 km/h.
| QT          | Temps       | Drive       | Drive       | Drive       | Équipe      | Description de l'action | Score | Score |
| QT          | Temps       | Jeux        | Yards       | TDP         | Équipe      | Description de l'action | USU   | AKR   |
| ----------- | ----------- | ----------- | ----------- | ----------- | ----------- | --- | ----- | ----- |
| 1           | 10:38       | 3           | 56          | 00:52       | AKR         | TD de 14 yards par QB Woodson, Thomas à la suite d'une réception de passe de WR Goodman, Tyrell + 1 point de conversion par kicker Stein, Robert | 0     | 7     |
|             |             |             |             |             |             | |       |       |
| 2           | 02:53       | 3           | 71          | 01:21       | AKR         | FG de 33 yards par kicker Stein, Robert | 0     | 10    |
| 2           | 01:32       | 3           | 71          | 01:21       | USU         | TD de 9 yards par WR Swindall, Brandon à la suite d'une réception de passe de QB Myers, Kent + 1 point de conversion par kicker Warren, Brock    | 7     | 10    |
| 2           | 00:00       | 1           | 0           | 00:04       | AKR         | FG de 29 yards par kicker Stein, Robert | 7     | 13    |
|             |             |             |             |             |             | |       |       |
| 3           | 12:41       | 7           | 64          | 02:19       | USU         | TD de 19 yards par WR Sharp, Hunter à la suite d'une réception de passe de QB Myers, Kent + 1 point de conversion par Warren, Brock              | 14    | 13    |
| 3           | 05:43       | 8           | 40          | 04:00       | AKR         | TD à la suite d'une course de 2 yards par WR Alexander, Donnel + 1 point de conversion par kicker Stein, Robert                                  | 14    | 20    |
|             |             |             |             |             |             | |       |       |
| 4           | 08:15       | 14          | 56          | 06:38       | AKR         | FG de 46yards par kicker Stein, Robert | 14    | 23    |
| 4           | 01:12       | 10          | 64          | 01:30       | USU         | TD de 2 yards par WR Swindall, Brand à la suite d'une réception de passe de QB Keeton, Chuckie + 1 point de conversion par Warren, Brock         | 21    | 23    |
| Score final | Score final | Score final | Score final | Score final | Score final | Score final | 21    | 23    |

## Statistiques
| Statistiques par Équipes               | Statistiques par Équipes             | Statistiques par Équipes              |
| Statistiques                           | AKR                                  | USU                                   |
| -------------------------------------- | ------------------------------------ | ------------------------------------- |
| 1er downs                              | 17                                   | 22                                    |
| Conversion de 3e Down                  | 5/16                                 | 5/13                                  |
| Conversion de 4e Down                  | 0/1                                  | 0/2                                   |
| Jeux–yards                             | 72 jeux pour 282 yards               | 74 jeux pour 363 yards                |
| Yards à la course                      | 100                                  | 131                                   |
| Yards à la passe                       | 182                                  | 232                                   |
| Passes : Réussies-Tentées-Interceptées | 15/30 pour 182 yards, 1 TD et 1 Int. | 28/45 pour 232 yards, 3 TDs et 1 Int. |
| Réussite en zone rouge/chances         | 4/4                                  | 3/4                                   |
| TD                                     | 3                                    | 3                                     |
| Field Goals                            | 3/3                                  | 0/0                                   |
| Sacks (Nombre-Yards gagnés)            | 5 sacks pour 10 ayrds gagnés         | 1 sack pour 9 yards gagnés            |
| Fumbles (Nombre/Perdus)                | 0/0                                  | 4/2                                   |
| Pénalités (Nombre/Yards perdus)        | 5 pour 34 yards perdus               | 8 pour 60 yards perdus                |
| Temps de possession                    | 34:07                                | 25:53                                 |

| Meilleur Joueur (MVP) | Meilleur Joueur (MVP) | Meilleur Joueur (MVP) |
| --------------------- | --------------------- | --------------------- |
| Nom                   | Équipe                | Poste                 |
| Robert Stein          | Kicker                | Zips d'Akron          |

| Statistiques Individuelles | Statistiques Individuelles | Statistiques Individuelles                  |
| -------------------------- | -------------------------- | ------------------------------------------- |
| Quaterbacks                |                            |                                             |
| AKR                        | Woodson, Thomas            | 14/29, 138 yards, 0 TD, 1 Int., 1 sack subi |
| USU                        | Keeton, Chuckie            | 14/25, 109 yards, 1 TD, 1 Int., 1 sack subi |
| Meilleurs Coureurs         |                            |                                             |
| AKR                        | Woodson, Thomas            | 16 courses pour 47 yards, 0 TD              |
| USU                        | Mays, Devante              | 12 courses pour 124 yards, 0 TD             |
| Meilleurs Receveurs        |                            |                                             |
| AKR                        | Pratt, Andrew              | 9 réceptions pour 94 yards, 0 TD            |
| USU                        | Sharp, Hunter              | 11 réceptions pour 93 yards, 1 TD           |
| Meilleurs Tackleurs        |                            |                                             |
| AKR                        | Guiser, Zach               | 7 tackles en solo et 2 assistes             |
| USU                        | Filiaga, LT                | 6 tackles en solo et 2 assistes             |